# Кійктинський сільський округ
Кійкти́нський сільський округ (каз. Киікті ауылдық округі, рос. Кийктинский сельский округ) — адміністративна одиниця у складі Шетського району Карагандинської області Казахстану. Адміністративний центр та єдиний населений пункт — село Кійкті.
Населення — 835 осіб (2021; 951 у 2009, 1020 у 1999, 819 у 1989).
Станом на 1989 рік існувала Кіїцька сільська рада (села Акшагіл, Аркарли, Кіїк) ліквідованого Агадирського району, потім територія колишньої ради перебувала у складі Мойинтинської селищної адміністрації.

## Склад
До складу округу входять такі населені пункти:
| Населений пункт           | Населення, осіб (1989) | Населення, осіб (1999) | Населення, осіб (2009) | Населення, осіб (2021) |
| ------------------------- | ---------------------- | ---------------------- | ---------------------- | ---------------------- |
| Акшагіл, станційне селище | 24                     | -                      | -                      | -                      |
| Аркарли, станційне селище | 32                     | -                      | -                      | -                      |
| Кійкті, село              | 763                    | 1020                   | 951                    | 835                    |